# 阮祥雲
阮祥雲（1980年8月17日—2005年12月2日），澳大利亞籍越南裔青年，出身於泰国难民营，年轻时移居墨爾本，他涉嫌通過新加坡走私毒品而於2005年執行了被判處的死刑。
阮祥雲與一名雙生兄弟阮登科生於泰國宋卡一個難民營，對有關生父的事一直未知，直至2001年由美國前往澳大利亞之後。母親Kim在阮祥雲出生後不久便移民往澳大利亞，1987年與一名越南裔澳大利亞人結婚，阮時常指其繼父經常打他們。在完成中小學教育後，阮原擬入讀迪肯大學，後因經濟問題而輟學，並從事銷售。其弟因犯事面臨指控，阮便打算運毒還債。
在2002年12月，阮祥雲擬從柬埔寨前往墨爾本，在經新加坡樟宜機場轉機時，他被當地警方從身上搜到396克毒品海洛英，而被關押在樟宜監獄。根據新加坡的法例，任何攜帶超過15克毒品的人士，一經定罪將會被判處死刑，他所帶的份量足以令26人被判死。由於他是澳大利亞公民，澳大利亞政府也對有國民在海外被捕及面臨死刑表示關注，總理約翰·霍華德多次向新加坡政府求情，要求引渡阮祥雲回國受審，而包括國際特赦組織等多個團體也呼籲新加坡有關當局，儘快釋放阮祥雲，但新加坡方面最終拒絕澳大利亞政府的要求，堅決如期執行死刑。這宗案件也觸發了澳、新兩國之間的外交矛盾。
這是澳大利亞在12年以來，有國民在外國被判處死刑，澳大利亞斥新加坡政府的做法是「野蠻」的，並告誡國民要遠離毒品。

## 資料來源與註釋
1. ↑  . Sydney Morning Herald. 2 December 2005  [2020-01-07]. （原始内容存档于2020-01-08）.

## 外部連結
- 自由電子報: 絞死澳運毒犯 星遭抨擊 （页面存档备份，存于）
- 成報: 澳籍販毒青年獅城問吊[永久]
- 何華德告國民遠離毒品 阮祥文信中表悔意 (大紀元) （页面存档备份，存于）